# Tausend Kraniche
Tausend Kraniche (Originaltitel: japanisch 千羽鶴, Senbazuru)  ist eine Erzählung von Yasunari  Kawabata.  Sie erschien erstmals 1952.

## Inhalt
Die Erzählung spielt sich im Japan der 1950er Jahre ab. Der Angestellte Kikuji besucht eine Teezeremonie bei der Teemeisterin Chikako. Diese war eine Liebhaberin seines verstorbenen Vaters. Chikako hat das Interesse, eine passende Partnerin für Kikuji zu finden. Während der Teezeremonie wird Kikuji auf Yukiko Inamura aufmerksam, die einen schönen Furoshiki mit dem Motiv der Tausend  Kraniche bei sich trägt. Eine andere Teilnehmerin ist Frau Oota.
Nach der Teezeremonie beginnt Kikuji eine Affäre mit der älteren Frau Oota. Dies wird aber von Fumiko, Frau Ootas Tochter, durchkreuzt, die diese Beziehung missbilligt. Später wird Kikuji von Fumiko über Frau Ootas Selbstmord informiert. Kikuji erhält eine Teetasse aus dem Nachlass von Frau Oota, an der noch ihr Lippenstift hängt.
Unterdessen unternimmt Chikako weitere Versuche, Kikuji und Yukiko zu verkuppeln, und sie zeigt sich verärgert darüber, dass Kikuji eine Affäre mit Oota einzugehen versucht. Chikako informiert Kikuji darüber, dass Fumiko geheiratet hätte, was diese aber später in einem Telefongespräch bestreitet. Sie bittet Kikuji außerdem, die Teeschale ihrer Mutter zu vernichten, und gibt ihm ihre neue Adresse.
Als Kikuji Fumiko besuchen möchte, merkt er, dass die Adresse ungültig ist, und er verliert jede Spur von ihr.

## Kritik
„Typisch neben der Technik der Aussparung ist für Kawabata auch die Ästhetisierung der Umwelt: Kunstgegenstände der Teezeremonie werden förmlich beseelt und nehmen einen wichtigen symbolischen Part in der Handlung ein. So erkennt Kukiji beispielsweise nicht zuerst die Schönheit von Yukiko, sondern ihr Furoshiki mit dem Tausend-Kraniche-Muster. Tausend Kraniche bietet somit nicht nur einen Einblick in traditionell japanisches Leben, sondern auch in das ästhetische Denken.“

## Ausgaben
- Yasunari Kawabata: Tausend Kraniche. Roman. Aus dem Japanischen von Sachiko Yatsushiro. Mit einem Nachwort von Robert Schinzinger und Zeichnungen von Kaii Higashiyama. Carl Hanser Verlag, München 1956.
- Yasunari Kawabata: Die Tänzerin von Izu, Tausend Kraniche, Schneeland, Kyoto. Ausgewählte Werke. Mit einem Nachwort von Ralph-Rainer Wuthenow. Carl Hanser Verlag, München 1968.
- Yasunari Kawabata: Tausend Kraniche. Roman. Aus dem Japanischen von Sachiko Yatsushiro. Deutscher Taschenbuchverlag, (dtv), München 1989, ISBN 978-3-423-11080-8.